# Las vacas chaladas
Las vacas chaladas es una historieta publicada en 1997 del dibujante de cómics español Francisco Ibáñez perteneciente a la serie Mortadelo y Filemón.

## Trayectoria editorial
Publicada en 1997 en el n.º 73 de Magos del Humor y más tarde en el n.º 143 de la Colección Olé.

## Sinopsis
El profesor Bacterio pretendía crear una fórmula que engordase cuatro veces más a las vacas, sin embargo lo que hace es producir locura en las vacas, la cual es robada por un granjero inglés que no conoce sus efectos y el cual la aplica a sus vacas. Esto lleva a Mortadelo y Filemón a una aventura en Inglaterra tratando de atraparlas y evitar la propagación de la locura.

## Comentarios
El tema de este álbum hace referencia al mal de las vacas locas que había provocado enfermedades en seres humanos en 1996.